# دئوکسی اوریدین
دئوکسی‌اوریدین (به انگلیسی: Deoxyuridine) با فرمول شیمیایی C۹H۱۲N۲O۵ یک دئوکسی ریبونوکلئوتید با شناسه پاب‌کم ۶۴۰ و جرم مولی آن ۲۲۸٫۲۰۲ g/mol می‌باشد. اگر اوراسیل به دئوکسی‌ریبوز متصل شود دئوکسی اوریدین تولید می‌شود. 